# Episodi di Louie (terza stagione)
La terza stagione della serie televisiva Louie, composta da 13 episodi, è stata trasmessa negli Stati Uniti dal 28 giugno al 27 settembre 2012 sul canale FX.
In Italia va in onda in prima visione sul canale satellitare Fox dal 5 giugno 2014.
| nº | Titolo originale              | Titolo italiano                 | Prima TV USA      | Prima TV Italia |
| -- | ----------------------------- | ------------------------------- | ----------------- | --------------- |
| 1  | Something Is Wrong            | Segnaletica stradale            | 28 giugno 2012    | 5 giugno 2014   |
| 2  | Telling Jokes/Set Up          | Incontro combinato              | 5 luglio 2012     | 6 giugno 2014   |
| 3  | Miami                         | Miami                           | 12 luglio 2012    | 7 giugno 2014   |
| 4  | Daddy's Girlfriend Part 1     | La fidanzata di papà - 1ª parte | 19 luglio 2012    | 10 giugno 2014  |
| 5  | Daddy's Girlfriend Part 2     | La fidanzata di papà - 2ª parte | 26 luglio 2012    | 11 giugno 2014  |
| 6  | Barney/Never                  | Barney                          | 2 agosto 2012     | 12 giugno 2014  |
| 7  | Ikea/Piano Lesson             | Il favore di riserva            | 9 agosto 2012     | 13 giugno 2014  |
| 8  | Dad                           | Papà                            | 16 agosto 2012    | 14 giugno 2014  |
| 9  | Looking for Liz/Lilly Changes | La forza del destino            | 23 agosto 2012    | 17 giugno 2014  |
| 10 | Late Show Part 1              | Late Show                       | 30 agosto 2012    | 18 giugno 2014  |
| 11 | Late Show Part 2              | Puntata di prova                | 13 settembre 2012 | 19 giugno 2014  |
| 12 | Late Show Part 3              | 1, 2, 3... Via!                 | 20 settembre 2012 | 20 giugno 2014  |
| 13 | New Year's Eve                | L'ultimo dell'anno              | 27 settembre 2012 | 21 giugno 2014  |

## Segnaletica stradale
- Titolo originale: Something Is Wrong
- Diretto da: Louis C.K.
- Scritto da: Louis C.K.

### Trama
Louie inizia la giornata parcheggiando la sua auto in un'area dalla segnaletica confusa. Si incontra con la sua fidanzata April, la quale, leggendo nei suoi gesti e nelle sue espressioni insolite la volontà di Louie di rompere il rapporto, insiste affinché i due smettano di incontrarsi. Di ritorno al parcheggio, Louie assiste alla brutale distruzione della sua automobile da parte di una ruspa, e decide impulsivamente di comprare una moto da 7500 dollari, con la quale fa subito un incidente. Non subisce alcun danno fisico, ma deve così disturbare la sua ex-moglie affinché vada lei a prendere le figlie da scuola. Parlando con la sua ex-fidanzata, Louie la rende ancora più determinata a non dare seguito alla loro relazione vuota e senza fine, e il silenzio di lui spingono ancora una volta April a spazientirsi ed andarsene. 
- Altri interpreti: Gaby Hoffmann (April), Peter Y. Kim (dottore)

## Incontro combinato

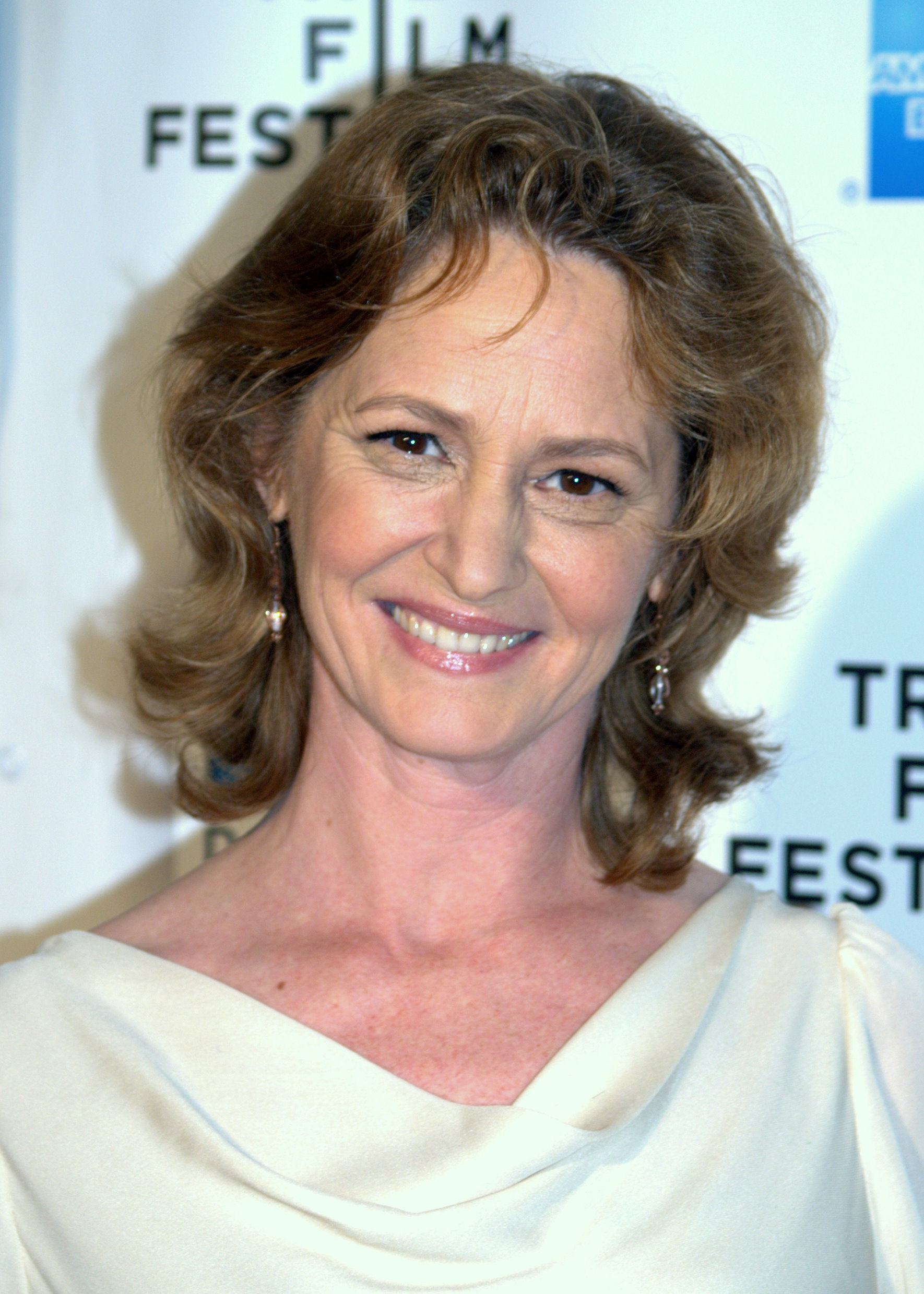
Melissa Leo interpreta Laurie

- Titolo originale: Telling Jokes/Set Up
- Diretto da: Louis C.K.
- Scritto da: Louis C.K.

### Trama
Nella prima parte Louie e le sue due figlie, durante la cena, si raccontano a vicenda delle barzellette e degli indovinelli. Nella seconda parte Louie viene invitato a cena da un amico e da sua moglie, ma, arrivato a casa loro, scopre che in realtà i due gli hanno combinato un appuntamento con una donna di nome Laurie, anch'essa invitata per cena. Inizialmente tra lei e Louie non sembra funzionare, ma le cose migliorano dopo cena, quando i due decidono di andare insieme a prendere un drink. Ma poco dopo la situazione peggiora nuovamente a causa della loro differenza di valori in materia sessuale. Nonostante ciò i due decidono di rivedersi. 
- Altri interpreti: Allan Havey (sé stesso), Melissa Leo (Laurie)

## Miami
- Titolo originale: Miami
- Diretto da: Louis C.K.
- Scritto da: Louis C.K.

### Trama
Louie si reca a Miami per esibirsi in spettacoli comici. Mentre sta nuotando, Louie viene salvato da un bagnino di nome Ramon che, per un equivoco, pensa stia annegando. Louie e Ramon instaurano velocemente un rapporto d'amicizia: Ramon fa fare a Louie un giro per la città e i due trascorrono parecchio tempo insieme. Restio a tornare alla sua quotidiana solitudine, Louie decide di rimandare il viaggio di ritorno per poter passare ulteriore tempo con l'amico. Ma, dopo averlo detto a Ramon, quest'ultimo rivela a Louie i propri dubbi sulla sessualità del comico, e così il loro rapporto si fa imbarazzante a tal punto che i due decidono di separarsi. 
- Altri interpreti: Miguel Gómez (Ramon)

## La fidanzata di papà - 1ª parte
- Titolo originale: Daddy's Girlfriend Part 1
- Diretto da: Louis C.K.

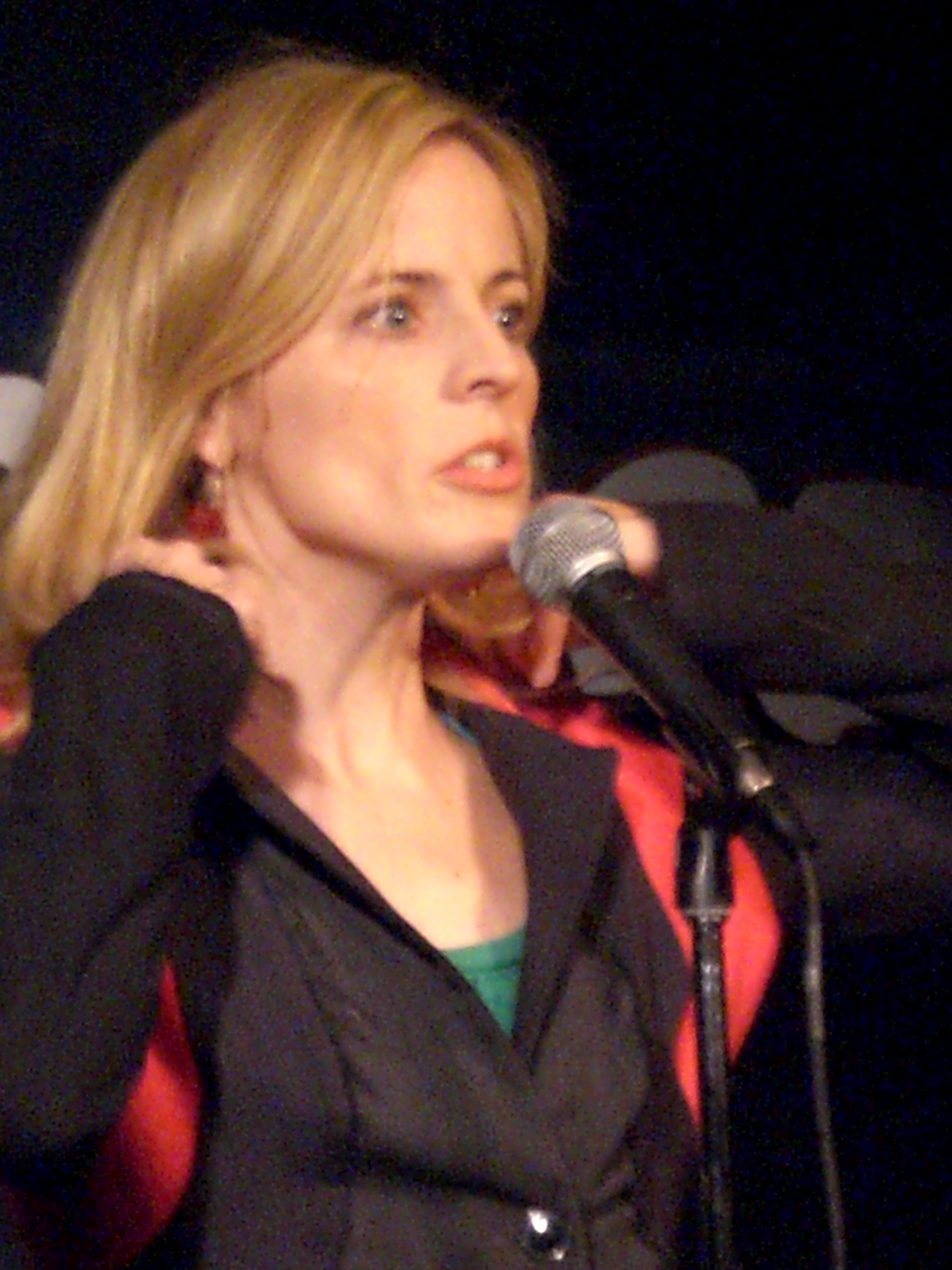
Maria Bamford interpreta sé stessa

- Scritto da: Louis C.K., Pamela Adlon

### Trama
Le figlie di Louie chiedono al padre perché non abbia una fidanzata. Così Louie va alla ricerca di una potenziale compagna che possa fare una buona impressione con le bambine. Si avvicina alla comica Maria Bamford, che si dimostra interessata al sesso ma non ad incontrare le sue figlie. In seguito incontra Liz, una commessa di libreria che gli offre suggerimenti per l'educazione della figlia Lilly. Louie ritorna alla libreria per chiedere un appuntamento a Liz, e lei accetta. 
- Altri interpreti: Maria Bamford (sé stessa), Parker Posey (Liz)

## La fidanzata di papà - 2ª parte

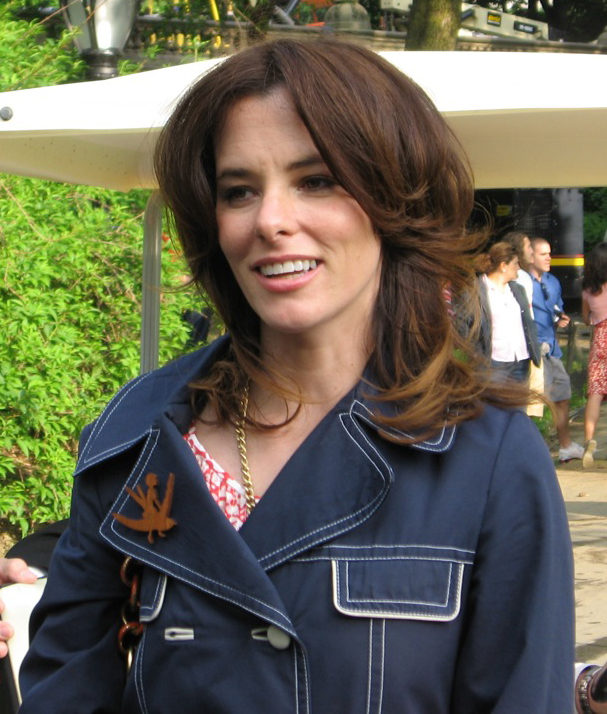
Parker Posey interpreta Liz

- Titolo originale: Daddy's Girlfriend Part 2
- Diretto da: Louis C.K.
- Scritto da: Louis C.K.

### Trama
Al suo appuntamento con Liz, Louie scopre che la donna ha avuto un carcinoma a quattordici anni e che dopo essere completamente guarita ha abbandonato la scuola e si è data ad una vita di avventatezze e sbornie. Liz rivela presto una personalità stravagante, estrosa e spontanea. Inizialmente si reca con Louie in un locale con l'intenzione di ubriacarsi, ma il barista la respinge, facendo riferimento ad un precedente incidente che lei non ricorda. Allora Liz porta Louie in un negozio e lo convince a provare un abito da donna. In seguito i due consumano un intenso e variegato pasto al Russ & Daughters, aiutano un senzatetto comprandogli le sue medicine, e salgono sul tetto di un grattacielo per ammirare il panorama di New York. Ma, quando la donna lo invita a sedersi con lei sui margini del tetto, quello che doveva essere un momento piacevole si trasforma per Louie in una messa alla prova della sua fobia, che Liz interpreta come la paura per un possibile istinto suicida dovuto alla sua sofferenza interiore.
- Altri interpreti: Parker Posey (Liz)

## Barney

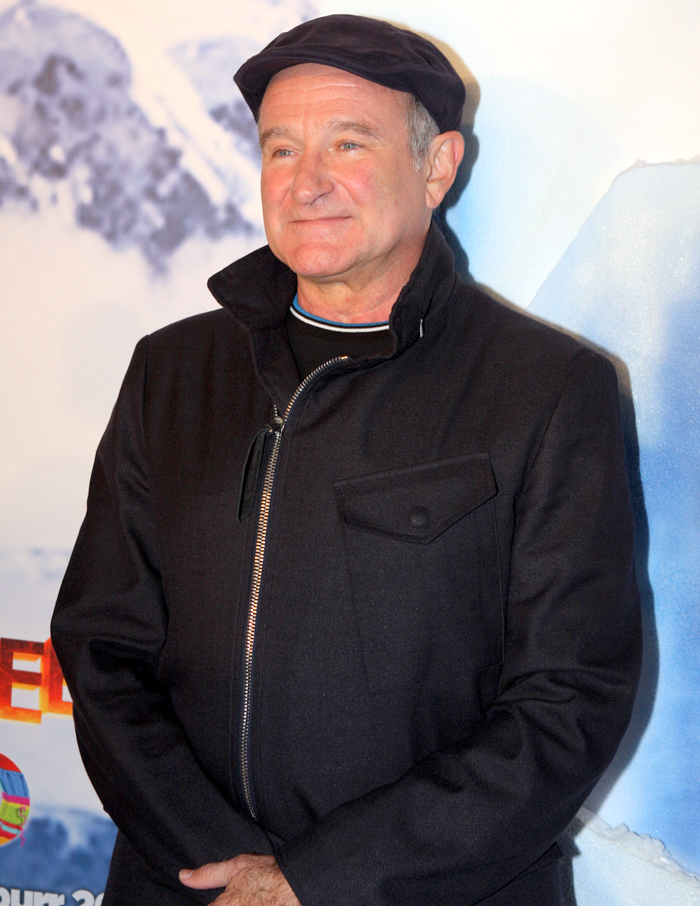
Robin Williams interpreta sé stesso

- Titolo originale: Barney/Never
- Diretto da: Louis C.K.
- Scritto da: Louis C.K.

### Trama
Nella prima parte, dopo aver partecipato al funerale di un gestore di comedy club di nome Barney al quale sono presenti solo Louie e Robin Williams, i due si incontrano e discutono insieme di quanto il manager fosse una persona sgradevole. In seguito fanno visita allo strip club nel quale Barney cercava spesso di portare la gente. Quando viene a sapere della morte del loro cliente, lo staff del locale rimane fortemente sconvolto. Nella seconda parte, Louie è costretto a badare ad un compagno di scuola della figlia, Never, un bambino viziato dalle abitudini raccapriccianti. Nel frattempo, partecipa via telefono ad un programma radiofonico, per promuovere la vendita dei biglietti per uno spettacolo che deve fare a Kansas City. Tuttavia Louie finisce per definire quest'ultima la peggiore città del Nord America, offendendo tutti i suoi interlocutori.
- Altri interpreti: Robin Williams (sé stesso), Jay Oakerson (presentatore del locale), Nancy Shayne (Nancy Cartesian), Jeremy Shinder (Never Cartesian), Artie Lange (camionista), Edward Gelbinovich (Doug), Gregg Hughes (Jeff), Anthony Cumia (Tracer), Jim Norton (Pig), Amy Schumer (Diane "The Hole"), J. B. Smoove (becchino)

## Il favore di riserva

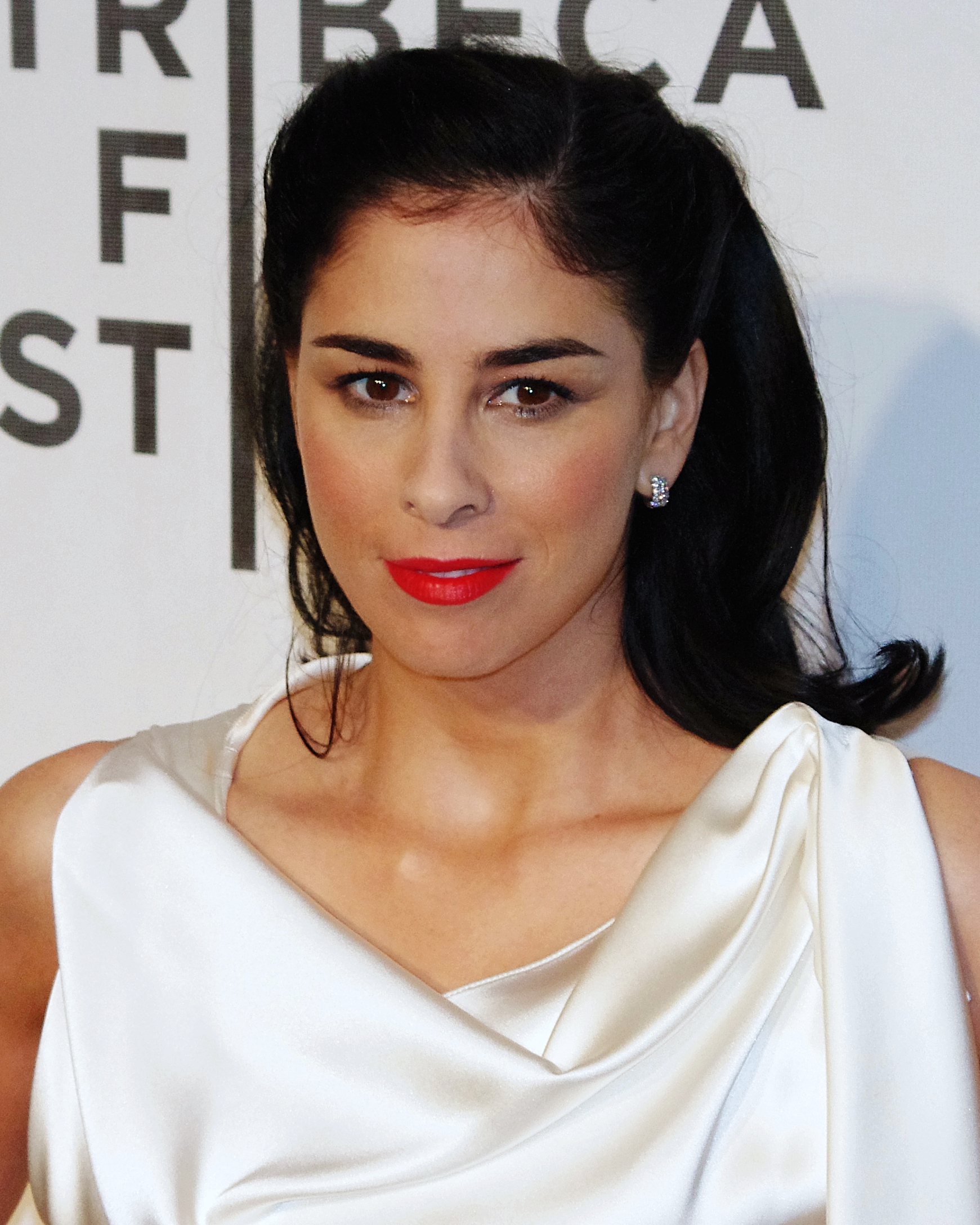
Sarah Silverman interpreta sé stessa

- Titolo originale: Ikea/Piano Lesson
- Diretto da: Louis C.K.
- Scritto da: Louis C.K., Pamela Adlon

### Trama
Nella prima parte, Delores affronta Louie a scuola dei loro figli e gli chiede di andare in terapia con lei per discutere del loro precedente incontro sessuale (episodio Bummer/Blueberries). Louie rifiuta, e accetta invece di accompagnarla all'Ikea mentre lei compra articoli per la casa. Tuttavia, l'indifferenza di Louie fa riemergere la disperazione della donna, che si ritrova a piangere su un lettino in esposizione. Nella seconda parte, Louie ha la sua prima lezione di pianoforte, ma viene interrotto da una telefonata di Maria Bamford, la quale gli dice di avere le piattole, il che significa che probabilmente le ha anche lui. Louie si precipita in farmacia per comprare uno shampoo apposta. Più tardi, Louie chiama Sarah Silverman dopo averla vista in televisione, in uno spettacolo comico degli anni ottanta. Mentre rammentano eventi passati, Louie ricorda un conflitto che ha avuto con Marc Maron, e si rende conto di averlo incolpato ingiustamente perché la colpa era sua. Louie va quindi a scusarsi con Marc, ma quest'ultimo gli dice di aver ricevuto da lui delle scuse nello stesso identico modo cinque anni prima.
- Altri interpreti: Maria Dizzia (Delores), Sarah Silverman (sé stessa), Marc Maron (sé stesso)

## Papà

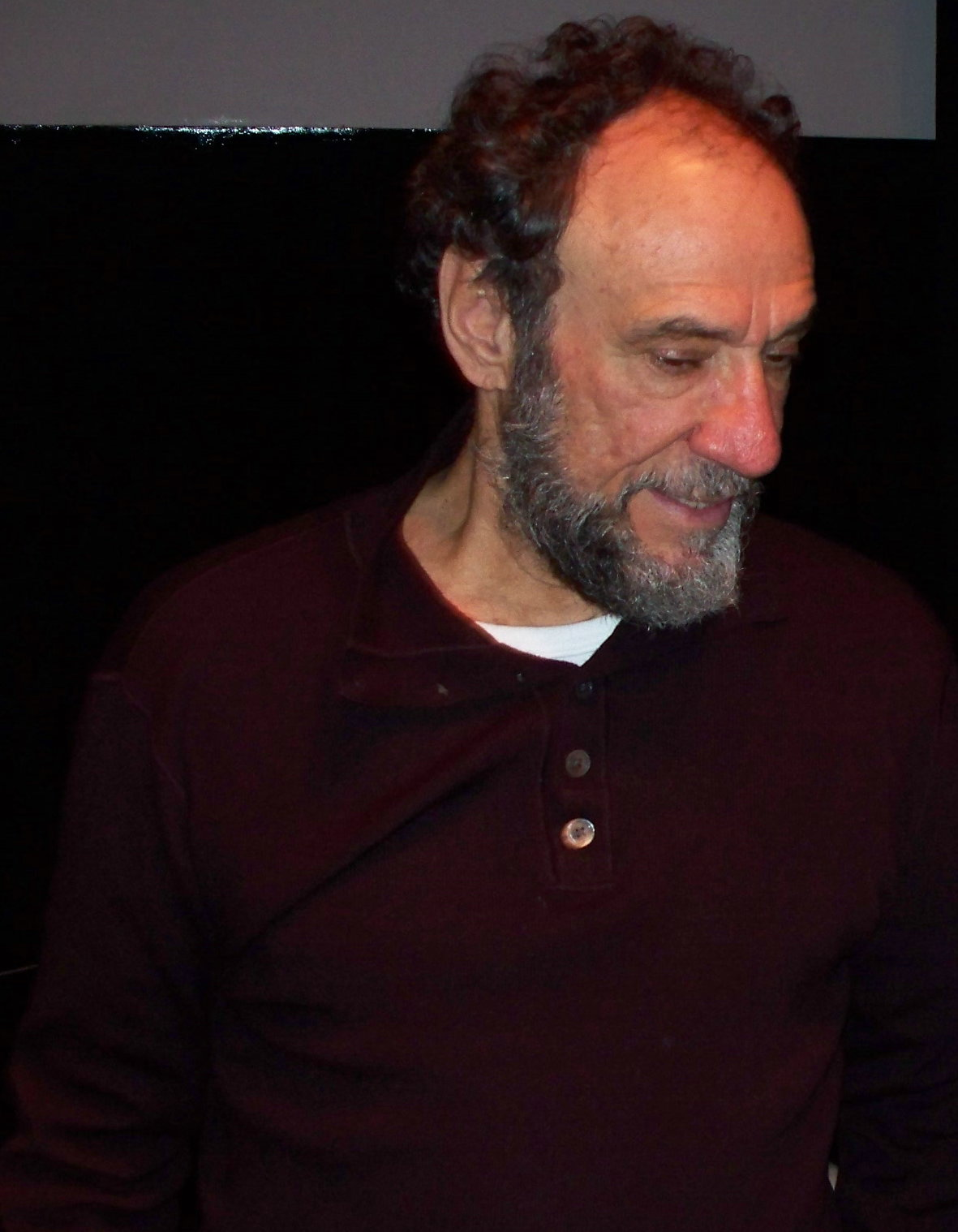
F. Murray Abraham interpreta Excelsior

- Titolo originale: Dad
- Diretto da: Louis C.K.
- Scritto da: Louis C.K.

### Trama
Louie è invitato a cena da suo zio Excelsior, che cerca di convincerlo ad andare a trovare suo padre a Boston, con il quale non parla da due anni. L'esortazione del parente lo mette in difficoltà a tal punto che Louie inizia a vomitare ed ha uno sfogo cutaneo. Decide così di andare a Boston e di affrontare l'incontro. Delirante per l'accumulo di stress, Louie raggiunge l'abitazione del padre, ma la disperazione lo porta a fuggire in maniera spettacolare, usando un Can-Am Spyder e poi un motoscafo. 
- Altri interpreti: F. Murray Abraham (Excelsior)

## La forza del destino
- Titolo originale: Looking for Liz/Lilly Changes
- Diretto da: Louis C.K.
- Scritto da: Louis C.K.

## Late Show
- Titolo originale: Late Show Part 1
- Diretto da: Louis C.K.
- Scritto da: Louis C.K.

## Puntata di prova
- Titolo originale: Late Show Part 2
- Diretto da: Louis C.K.
- Scritto da: Louis C.K.

## 1, 2, 3... Via!
- Titolo originale: Late Show Part 3
- Diretto da: Louis C.K.
- Scritto da: Louis C.K.

## L'ultimo dell'anno
- Titolo originale: New Year's Eve
- Diretto da: Louis C.K.
- Scritto da: Louis C.K.